# Erdfunkstelle Aflenz
Die Erdfunkstelle Aflenz ist die einzige Erdfunkstelle Österreichs. Betreiber ist die  A1 Telekom Austria. Die Funkstelle in Aflenz ist direkt mit dem Funkturm Wien-Arsenal via Richtfunk und Standleitung verbunden. Sie wurde 1980 erbaut, Architekt war Gustav Peichl. Der Standort Aflenz wurde gewählt, da dort keine elektromagnetischen Störungen von Flughäfen (Radar) auftreten.

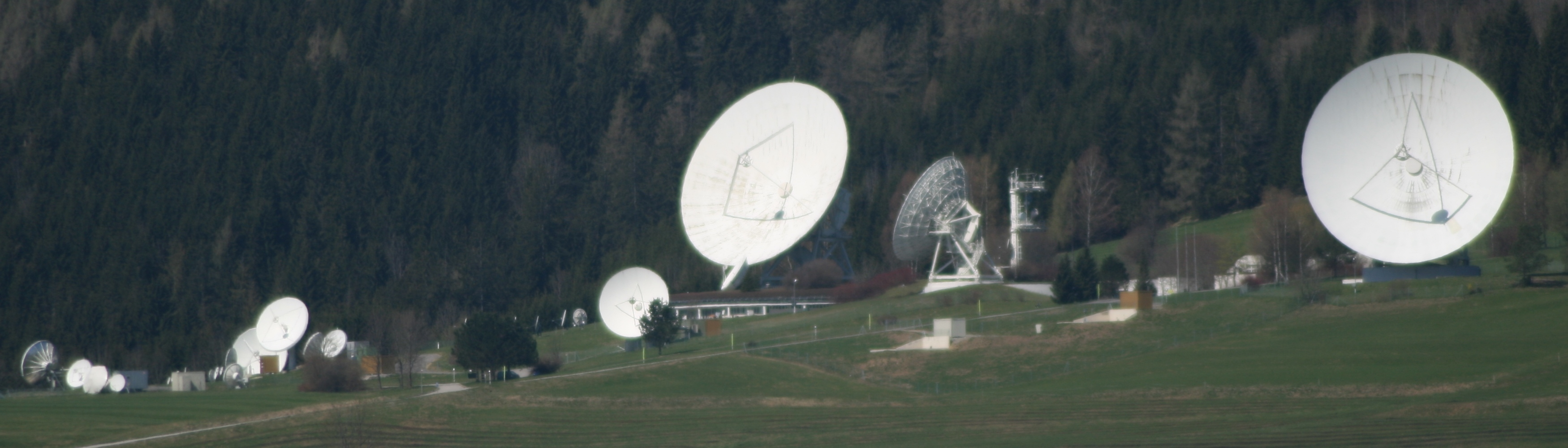
Erdfunkstelle Aflenz (Überblick vom Gegenhang)

Anfänglich bestand die Anlage aus einer mobilen und drei stationären Parabolantennen, die bis Anfang der 2010er Jahre auf vier mit über 10 m Durchmesser und 50 kleinere Parabolantennen für den Satellitenfunkverkehr ausgebaut wurden. Die Anlage erstreckt sich auf rund 6.500 m² Fläche; die Betriebsräume liegen weitgehend unterirdisch.
Die Erdfunkstelle Aflenz dient als eine von drei Stellen für die Einmessung neuer Erdfunkstellen des Eutelsat-Systems.
Es gibt zwei große Parabolantennen mit einem Durchmesser von etwa 30 m und einem Gewicht von über 200 t. Jährlich kommen weitere Antennen hinzu. Sie sind auf mehr als 20 Satellitensysteme ausgerichtet. Die Erdfunkstelle ist durch Notstromaggregate unabhängig von der öffentlichen Stromversorgung und hat eigene Leitstände, die durchgängig besetzt sind. Über diese Funkstation werden Telefon- und Internet-Verbindungen nach Übersee hergestellt sowie Fernsehübertragungen innerhalb Europas und Nordamerikas durchgeführt. Es sind auch „mobile Antennen“ vorhanden. Eine davon ist die „TES“, die auf einem Anhänger montiert ist.
Es gibt ein Besucherzentrum und auf Anmeldung Führungen für Gruppen.